# Heinrich Never
Heinrich Never (* in Wismar; † 1553 ebenda) war Franziskaner im Grauen Kloster in Wismar und betrieb frühzeitig von Wismar aus die Reformation in Nordostdeutschland.

## Biografie
Never entstammte wohl einer um 1486 bereits erwähnten Familie von Baumeistern und -handwerkern. Er selbst war Kustos der Lübecker Kustodie in der Sächsischen Franziskanerprovinz vom hl. Johannes dem Täufer und ab 1525, vom Rat von Wismar bestellt, Guardian des Franziskanerkonvents in Wismar. 1527 verließ er den Orden und wurde evangelischer Prediger. 1528 wurde er Inspektor aller Klöster seines Ordens, womit die Kustodie Lübeck gemeint gewesen sein dürfte. Wie auch andere Franziskaner (Valentin Curtius, Stephan Kempe) trat er ab 1523 frühzeitig für die Reformation ein, deren Gedankengut auch in Wismar von der Bevölkerung positiv aufgenommen wurde. Die Vorgänge hielt er in seinem Kercken-Böck thom Grauenkloster fest.
Seine reformatorische Lehre ist von dem Hofprediger Heinrich Möllen beeinflusst, der mit Herzogin Anna, der Ehefrau von Herzog Albrecht VII., aus Berlin nach Mecklenburg kam. Auch setzte sich bei ihm selbst bald die Lehre Zwinglis stärker durch als die Luthers. Dies führte schon vor 1530 zu Interventionen Johannes Bugenhagens beim Rat in Wismar, und der Rostocker Buchdrucker und Verleger Ludwig Dietz erhielt ebenfalls 1530 von den Herzögen Heinrich V. und Albrecht das ausdrückliche Verbot, weitere Werke von Never zu drucken. Dietz hatte bereits 1526 die Ublegen und gründ der Schlußreden Zwinglis, die Never in das Niederdeutsche übertragen hatte, herausgebracht.
Never blieb trotz des um ihn zunehmenden Drucks seiner Überzeugung treu und predigte weiter seinen Standpunkt. Dieser wurde in Wismar auch von Heinrich Timmermann, Vikar an der Nikolaikirche vertreten. Für das Patriziat der nordostdeutschen Hansestädte war dergleichen pauschal und undifferenziert „Zwinglianismus und Wiedertäuferei“. Heinrich Never wurde so ob seiner vertretenen Lehre zum Thema eines Hansetages 1535 in Hamburg, der das Hamburger Mandat gegen die Sacramentiererei erließ. Der Lübecker Bürgermeister Jürgen Wullenwever hatte zuvor bei seinem Peinlichen Verhör unter Folter Heinrich Never als Täufer benannt (und auch widerrufen). 1536 empfahlen Luther aber auch der brandenburgische Kurfürst Joachim II. den beiden mecklenburgischen Herzögen, gegen Never ob seines Glaubensbekenntnisses ein Predigtverbot zu erlassen. Dieses erfolgte jedoch erst 1542 aufgrund der ersten Kirchenvisitation des Jahres 1541 durch den Superintendenten Johann Riebling aus Parchim durch beide Herzöge gegen Nevers und auch gegen Timmermann. Das Graue Kloster wurde etwa gleichzeitig zur Schule und drei Jahre später zur Lateinschule, der Großen Stadtschule umgewandelt. Mit dem Schweigen der beiden Wismarer Reformatoren war der Weg des Luthertums in den Hansestädten Mecklenburgs endgültig frei.

## Werke
- Vorklaringe und entlik beschet der wordt des Heren Diskes, nach grüninge und verforschinge der schrift. 1528 (Manuskript)
- Van beyden naturen in Christo und wo se jegen enander to holden syndt. 1528 (Manuskript)